# 威廉·麦金莱纪念碑
威廉·麦金莱纪念碑（William McKinley Monument） 是一尊用於纪念遭暗杀的美国总统威廉·麦金莱的雕塑。該雕塑位于美国俄亥俄州哥伦布的俄亥俄州議會大廈前，由赫蒙·阿特金斯·麦克尼尔和卡罗尔·布鲁克斯·麦克尼尔夫妇创作于1903年至1906年之间，于1907年9月揭幕。

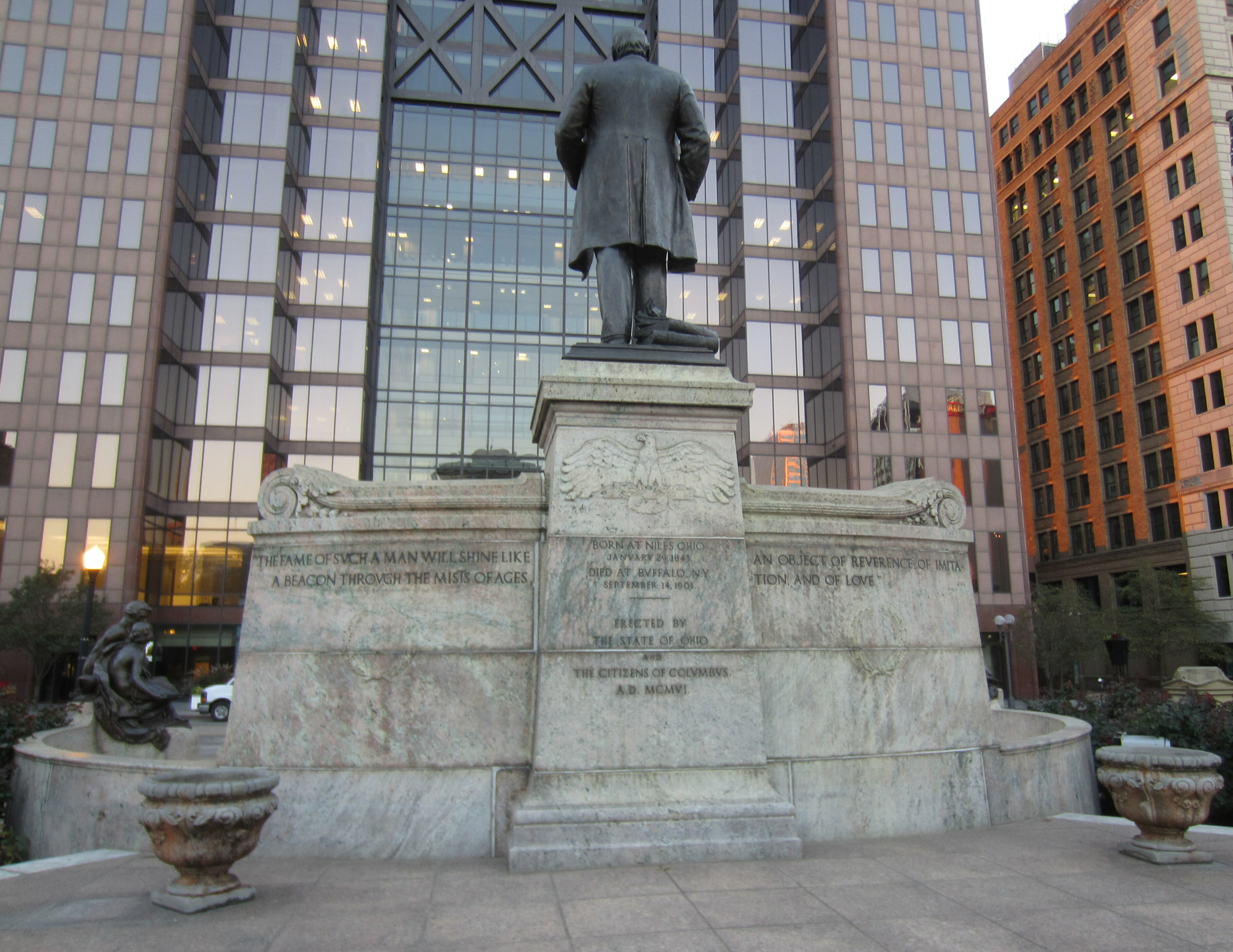
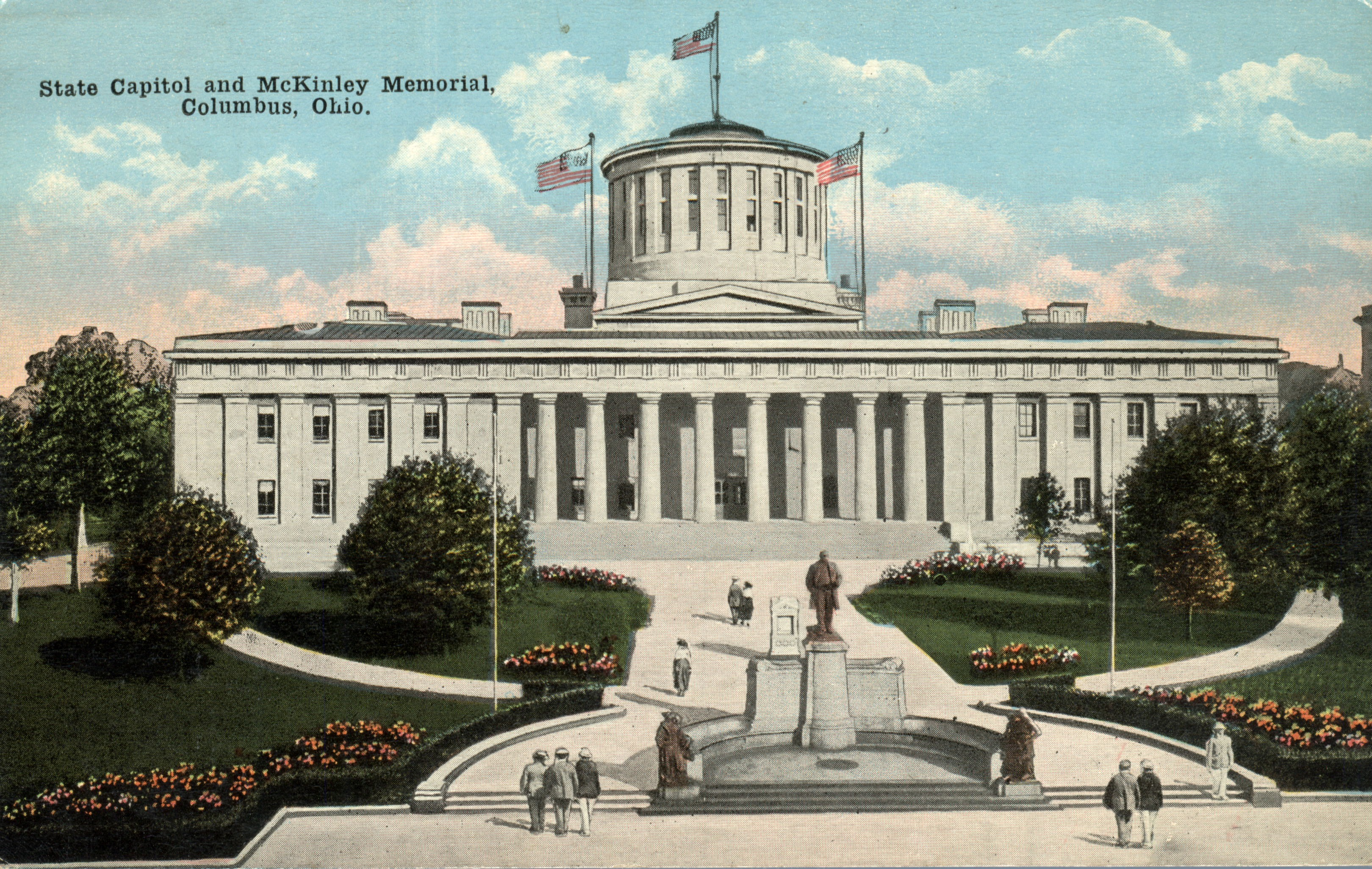